# Die Hochzeit
Die Hochzeit (O Casamento) é uma ópera inacabada de Richard Wagner que precedeu todos os seus outros trabalhos completos. Wagner chegou a completar o libreto, e então começou a compor no segundo semestre de 1832, quando tinha dezenove anos. Ele abandonou o projeto após sua irmã Rosalie expressar desgosto com a história. Além de abandonar a obra, o compositor destruiu o libreto, e atualmente só resta uma parte intacta do documento.
O que se conhece da história é que ela trata de eventos relacionados ao casamento da jovem Ada e Arindal. É um casamento político ao invés de ser motivado pelo amor. Os mesmos nomes do casal foram usados posteriormente como protagonistas, de Die Feen (As Fadas) (1833), primeira ópera acabada por Wagner.